# Keno
Keno (korábban Plevna és Whittles Ferry) az Amerikai Egyesült Államok északnyugati részén, Oregon állam Klamath megyéjében, az Oregon Route 66 közelében elhelyezkedő statisztikai település. A 2020. évi népszámláláskor 1980 lakosa volt.
Nevét az 1887-ben megnyílt posta első vezetőjének vizslájáról kapta.

## Éghajlat
A település éghajlata mediterrán (a Köppen-skála szerint Csb).
| Hónap                                   | Jan.  | Feb.  | Már.  | Ápr.  | Máj. | Jún. | Júl. | Aug. | Szep. | Okt. | Nov.  | Dec.  | Év    |
| --------------------------------------- | ----- | ----- | ----- | ----- | ---- | ---- | ---- | ---- | ----- | ---- | ----- | ----- | ----- |
| Rekord max. hőmérséklet (°C)            | 14,0  | 17,0  | 18,0  | 27,0  | 29,0 | 34,0 | 36,0 | 37,0 | 33,0  | 30,0 | 16,0  | 13,0  | 37,0  |
| Átlagos max. hőmérséklet (°C)           | 3,6   | 5,9   | 7,6   | 12,0  | 18,1 | 23,6 | 28,5 | 29,5 | 28,8  | 19,0 | 7,2   | 3,2   | 15,6  |
| Átlagos min. hőmérséklet (°C)           | −7,0  | −6,0  | −3,3  | −2,5  | 0,7  | 5,2  | 8,3  | 7,9  | 4,8   | −0,3 | −2,7  | −9,0  | −0,3  |
| Rekord min. hőmérséklet (°C)            | −22,0 | −21,0 | −17,0 | −10,0 | −6,0 | −3,0 | −1,0 | 1,0  | 1,0   | −7,0 | −12,0 | −18,0 | −22,0 |
| Átl. csapadékmennyiség (mm)             | 72    | 51    | 49    | 33    | 31   | 22   | 9    | 11   | 16    | 38   | 66    | 82    | 480   |
| Forrás: Western Regional Climate Center |       |       |       |       |      |      |      |      |       |      |       |       |       |

## Oktatás
A helyi általános iskola fenntartója a Klamath megyei Tankerület.

## Fordítás
- Ez a szócikk részben vagy egészben  a   Keno, Oregon című angol Wikipédia-szócikk ezen változatának fordításán alapul.  Az eredeti cikk szerkesztőit annak laptörténete sorolja fel. Ez a jelzés csupán a megfogalmazás eredetét és a szerzői jogokat jelzi, nem szolgál a cikkben szereplő információk forrásmegjelöléseként.